# Brachyllus brancuccii
Brachyllus brancuccii är en skalbaggsart som beskrevs av Keith 2007. Brachyllus brancuccii ingår i släktet Brachyllus och familjen Melolonthidae. Inga underarter finns listade.